# 张桥镇 (泰兴市)
张桥镇，是中华人民共和国江苏省泰州市泰兴市下辖的一个乡镇级行政单位。

## 概况
泰兴市辖镇。位于市境南部，距市区6千米。面积61.77平方千米，人口57286人（2008年）。辖3个居委会、15个行政村。江平、张蒋、张焦公路过境。羌溪河、天星港、焦土港纵横境内。古迹有明、清时期建筑的寺庵文化遗产。特产有梅岱山药。

## 历史沿革
张桥镇历史悠久，始建于清嘉庆十七年。1952年为张桥乡，1959年改公社，1983年改乡。1996年，面积34.6平方千米，人口3.6万人，辖新华、汤庄、张堡、匡庄、朱巷、小常、幸福、四联、常巷、家庄、前刘、吴榨、西桥、曹堡、通江、褚长、张华、朱陈、刀石、辛垡、团园、梅垡、新联、薛陈、鞠垡、赵垡、陈家、陈东、陈西、印象庄、圩杨31个行政村。

## 行政区划
张桥镇下辖以下地区：
张桥社区、焦堡社区、焦荡社区、汤庄村、匡庄村、常巷村、陈庄村、镇西村、吴榨村、褚陈村、西桥村、东联村、圩港村、杨家庄村、薛庄村、郭桥村、克仁村和刘井村。